# فولكانوس
فولكانوس (باللاتينية: Vulcanus) هو إله النار في الأساطير الرومانية، بما فيها نيران البراكين. كثيراً ما يصور فولكانوس حاملاً مطرقة الحداد. احتفل الرومان به في 23 أغسطس/آب من كل عام فيما عرف بمهرجان فولكاناليا السنوي. يعود أصله إلى هيفيستوس إله النار والحدادة في الأساطير الإغريقية.